# Кызылкумский канал
Кызылку́мский кана́л — ирригационный канал в Туркестанской области Казахстана. Используется для обеспечения земледелия в пустыне Кызылкум.

## Описание
Протяжённость Кызылкумского канала составляет 120 км (проектировалась в 140 км). Канал берёт начало из Чардаринского водохранилища на реке Сырдарья и проходит в общем северном направлении. В точке 42°09′42″ с. ш. 68°02′11″ в. д. разветвляется на несколько водотоков, из которых самый длинный, идущий преимущественно также в северном направлении, доходит до точки 42°16′09″ с. ш. 68°01′01″ в. д..
По состоянию на 1964 год канал (как и водохранилище) находился на стадии постройки.
Расход воды в голове составляет около 140 м³/с. Канал используется для орошения более 30 тыс. гектаров земли, а также для сброса паводковых вод при угрозе переполнения Чардаринского водохранилища. К 2007 году, ещё до начала строительства Коксарайского водохранилища, на Кызылкумском канале было устроено шесть шлюзов для направления паводковых вод в пески.
В 2001 году объём подачи воды составил 0,416 км³.

## Проблемы
Недостатком канала является проведённое в песчаном грунте земляное русло, которое имеет сильную фильтрацию. Бетоном облицовано только 15—20 % берегов. В районе канала расположено около 200 малых озёр и вода в канале не держится до их заполнения.
Ещё в советские годы канал был оборудован одной из лучших по тем временам рыбозащитной установкой, однако в последние годы она бездействует.